# Idaea manicaria
Idaea manicaria là một loài bướm đêm trong họ Geometridae.